# Рубен Грасія
Рубен Грасія (ісп. Rubén Gracia, нар. 3 серпня 1981, Сарагоса), відомий за прізвиськом Кані (ісп. Cani) — іспанський футболіст, що грав на позиції півзахисника.
Виступав, зокрема, за клуб «Вільярреал».
Володар Кубка Іспанії. Володар Суперкубка Іспанії з футболу.

## Ігрова кар'єра
Народився 3 серпня 1981 року в місті Сарагоса. Вихованець футбольної школи клубу «Реал Сарагоса».
У дорослому футболі дебютував 2000 року виступами за команду «Реал Сарагоса Б», у якій провів два сезони, взявши участь у 32 матчах чемпіонату. 
Згодом з 2000 по 2006 рік грав у складі команд «Утебо» та «Реал Сарагоса». Протягом цих років виборов титул володаря Кубка Іспанії, ставав володарем Суперкубка Іспанії з футболу.
Своєю грою за останню команду привернув увагу представників тренерського штабу клубу «Вільярреал», до складу якого приєднався 2006 року. Відіграв за вільярреальський клуб наступні дев'ять сезонів своєї ігрової кар'єри. Більшість часу, проведеного у складі «Вільярреала», був основним гравцем команди.
Протягом 2015—2016 років захищав кольори клубів «Атлетіко» та «Депортіво».
Завершив ігрову кар'єру у команді «Реал Сарагоса», у складі якої вже виступав раніше. Повернувся до неї 2016 року, захищав її кольори до припинення виступів на професійному рівні у 2017 році.

## Статистика виступів

### Статистика клубних виступів
| Сезон                  | Команда                | Campionato             | Campionato | Campionato | Національний кубок | Національний кубок | Національний кубок | Континентальні кубки | Континентальні кубки | Континентальні кубки | Інші змагання | Інші змагання | Інші змагання | Усього за | Усього за |
| Сезон                  | Команда                | Comp                   | Pres       | Голів      | Comp               | Pres               | Голів              | Comp                 | Pres                 | Голів                | Comp          | Pres          | Голів         | Pres      | Голів     |
| ---------------------- | ---------------------- | ---------------------- | ---------- | ---------- | ------------------ | ------------------ | ------------------ | -------------------- | -------------------- | -------------------- | ------------- | ------------- | ------------- | --------- | --------- |
| 2006–07                | «Вільярреал»           | ПД                     | 35         | 4          | КІ                 | 3                  | 0                  | Інт                  | 2                    | 0                    | -             | -             | -             | 40        | 4         |
| 2007–08                | «Вільярреал»           | ПД                     | 32         | 0          | КІ                 | 4                  | 0                  | КУЄФА                | 5                    | 1                    | -             | -             | -             | 41        | 1         |
| 2008–09                | «Вільярреал»           | ПД                     | 22         | 6          | КІ                 | 2                  | 0                  | ЛЧ                   | 7                    | 0                    | -             | -             | -             | 31        | 6         |
| 2009–10                | «Вільярреал»           | ПД                     | 35         | 2          | КІ                 | 3                  | 0                  | ЛЄ                   | 9                    | 1                    | -             | -             | -             | 47        | 3         |
| 2010–11                | «Вільярреал»           | ПД                     | 34         | 5          | КІ                 | 6                  | 1                  | ЛЄ                   | 14                   | 4                    | -             | -             | -             | 54        | 10        |
| 2011–12                | «Вільярреал»           | ПД                     | 29         | 0          | КІ                 | 1                  | 0                  | ЛЧ                   | 5                    | 1                    | -             | -             | -             | 35        | 1         |
| 2012–13                | «Вільярреал»           | СД                     | 37         | 3          | КІ                 | 1                  | 0                  | -                    | -                    | -                    | -             | -             | -             | 38        | 3         |
| 2013–14                | «Вільярреал»           | ПД                     | 26         | 3          | КІ                 | 1                  | 0                  | -                    | -                    | -                    | -             | -             | -             | 27        | 3         |
| 2014-січ. 2015         | «Вільярреал»           | ПД                     | 9          | 0          | КІ                 | 0                  | 0                  | ЛЄ                   | 5                    | 2                    | -             | -             | -             | 14        | 2         |
| Усього за «Вільярреал» | Усього за «Вільярреал» | Усього за «Вільярреал» | 259        | 23         |                    | 21                 | 1                  |                      | 47                   | 9                    |               | -             | -             | 327       | 33        |
| січ.-черв. 2015        | «Атлетіко»             | ПД                     | 4          | 0          | КІ                 | 1                  | 0                  | ЛЧ                   | 1                    | 0                    | СІ            | -             | -             | 6         | 0         |
| Усього за кар'єру      | Усього за кар'єру      | Усього за кар'єру      | 263        | 23         |                    | 22                 | 1                  |                      | 48                   | 9                    |               | -             | -             | 333       | 33        |

## Титули і досягнення
- Володар Кубка Іспанії (1):

«Реал Сарагоса»: 2003-2004
- Володар Суперкубка Іспанії з футболу (1):

«Реал Сарагоса»: 2004